# Ice Ice Baby
«Ice Ice Baby» — пісня американського репера Ванілли Айса. Мелодія пісні заснована на семплі зі спільного треку групи «Queen» і Девіда Боуї «Under Pressure».

## Чарти
| Чарт (1990—91)                                     | Найв. поз. |
| -------------------------------------------------- | ---------- |
| Австралія (ARIA)                                   | 1          |
| Австрія (Ö3 Austria Top 75)                        | 3          |
| Бельгія (Ultratop Flanders)                        | 1          |
| Канада (RPM)                                       | 11         |
| Фінляндія (Suomen virallinen lista)                | 2          |
| Франція (SNEP)                                     | 10         |
| Німеччина (Media Control AG)                       | 2          |
| Ірландія (IRMA)                                    | 1          |
| Італія (Musica e Dischi)                           | 8          |
| Нідерланди (Dutch Top 40)                          | 1          |
| Нова Зеландія (RIANZ)                              | 1          |
| Норвегія (VG-lista)                                | 2          |
| Швеція (Sverigetopplistan)                         | 4          |
| Швейцарія (Media Control AG)                       | 2          |
| Велика Британія (The Official Charts Company)      | 1          |
| США (Billboard Hot 100)                            | 1          |
| США (Billboard Hot Dance Club Play)                | 28         |
| США (Billboard Hot Dance Music/Maxi-Singles Sales) | 6          |
| США (U.S. Billboard Hot R&B/Hip-Hop Songs)         | 6          |
| Чарт (2004—05)                                     | Найв. поз. |
| США (Billboard Hot Ringtones)                      | 11         |
| Чарт (2006)                                        | Найв поз.  |
| Франція (SNEP)                                     | 65         |
| Чарт (2008)                                        | Найв. поз. |
| США (Billboard Hot Ringtones)                      | 32         |
| Чарт (2014)                                        | Найв. поз. |
| Нова Зеландія (RIANZ)                              | 5          |

| Чарт (1990)             | Поз. |
| ----------------------- | ---- |
| Канада (RPM)            | 98   |
| США (Billboard Hot 100) | 45   |
| Чарт (1991)             | Поз. |
| Австралія               | 22   |
| Нідерланди              | 31   |
| Швейцарія               | 9    |

| Країна          | Сертифікація | Дата              | Сертифікаційні продажі |
| --------------- | ------------ | ----------------- | ---------------------- |
| Австрія         | Gold         | 18 березня 1991   | 25 000                 |
| Канада          | Gold         | 23 листопада 1990 | 50 000                 |
| Німеччина       | Gold         | 1990              | 250 000                |
| Швеція          | Gold         | 15 січня 1991     | 25 000                 |
| Велика Британія | Platinum     | 1 січня 1991      | 600 000                |
| США             | Platinum     | 29 жовтня 1990    | 1 000                  |

1. ↑  Australian-charts.com — Vanilla Ice — Ice Ice Baby. ARIA Top 50 Singles. Hung Medien.
2. ↑  Vanilla Ice — Ice Ice Baby Austriancharts.at (нім.). Ö3 Austria Top 40. Hung Medien.
3. ↑  Ultratop.be - Vanilla Ice - Ice Ice Baby (нід.). Ultratop 50. ULTRATOP & Hung Medien / hitparade.ch.
4. ↑  Item Display - RPM - Library and Archives Canada. Collectionscanada.gc.ca. Процитовано 30 березня 2014.[недоступне посилання з Август 2018]
5. ↑  Pennanen, Timo. Sisältää hitin - levyt ja esittäjät Suomen musiikkilistoilla vuodesta 1972. — ISBN 978-951-1-21053-5.
6. ↑  Lescharts.com — Vanilla Ice — Ice Ice Baby (фр.). French Singles Chart. Hung Medien.
7. ↑  Musicline.de — Chartverfolgung — Vanilla Ice — Ice Ice Baby (нім.). Media Control Charts. PhonoNet GmbH.
8. ↑  Charts for "Ice Ice Baby". Irishcharts.ie. Архів оригіналу за 3 червня 2009. Процитовано 17 лютого 2009.
9. ↑  Charts for "Ice Ice Baby". Hit parade Italia. Архів оригіналу за 30 листопада 2011. Процитовано 17 лютого 2009.
10. ↑  Nederlandse Top 40 — Vanilla Ice search results (нід.). Stichting Nederlandse Top 40.
11. 1 2  Charts.org.nz — Vanilla Ice — Ice Ice Baby. Top 40 Singles. Hung Medien.
12. ↑  Norwegiancharts.com — Vanilla Ice — Ice Ice Baby. VG-lista. Hung Medien.
13. ↑  Swedishcharts.com — Vanilla Ice — Ice Ice Baby. Singles Top 60. Hung Medien.
14. ↑  Vanilla Ice — Ice Ice Baby swisscharts.com. Swiss Singles Chart. Hung Medien.
15. ↑  Charts for "Ice Ice Baby". Chartstats.com. Архів оригіналу за 8 жовтня 2012. Процитовано 17 лютого 2009.
16. 1 2 3 4 5 6  Charts and awards for Vanilla Ice. Allmusic. Процитовано 17 лютого 2009.
17. ↑  Charts for "Ice Ice Baby. Lescharts.com. Архів оригіналу за 25 жовтня 2012. Процитовано 17 лютого 2009.
18. ↑  Top 100 Hit Tracks of 1990. RPM. Процитовано 20 жовтня 2015.
19. ↑  Billboard Top 100 – 1990. Архів оригіналу за 26 січня 2013. Процитовано 15 вересня 2009. [Архівовано 2016-03-03 у Wayback Machine.]
20. ↑  1991 Australian Singles Chart. aria.com. Архів оригіналу за 29 лютого 2016. Процитовано 17 лютого 2009.
21. ↑  Single top 100 over 1991 (PDF) (нід.). Top40. Архів оригіналу (PDF) за 30 березня 2012. Процитовано 13 квітня 2010.
22. ↑  1991 Swiss Singles Chart. Hitparade.ch. Архів оригіналу за 24 грудня 2013. Процитовано 17 лютого 2009.
23. ↑  Austrian certifications for "Ice Ice Baby". IFPI Austria. Архів оригіналу за 1 лютого 2010. Процитовано 17 лютого 2009.
24. ↑  Canada certifications for "Ice Ice Baby". Music Canada. Архів оригіналу за 31 травня 2016. Процитовано 18 жовтня 2014.
25. ↑  
Gold-/Platin-Datenbank ('Ice Ice Baby') (Німецька) . Bundesverband Musikindustrie. Процитовано 18 жовтня 2014.
26. ↑  Swedish certifications for "Ice Ice Baby" (PDF). IFPI Sweden. Архів оригіналу (PDF) за 16 червня 2011. Процитовано 18 жовтня 2014.
27. ↑  UK certifications for "Ice Ice Baby". BPI. Архів оригіналу за 10 липня 2017. Процитовано 18 жовтня 2014. [Архівовано 2019-05-23 у Wayback Machine.]
28. ↑  U.S. certifications for "Ice Ice Baby". RIAA. Процитовано 18 жовтня 2014.